# Union Yacoub El-Mansour
Union Sportive Yacoub El-Mansour – marokański klub piłkarski z siedzibą w stolicy kraju, Rabacie. W sezonie 2025/2026 występuje w ekstraklasie.

## Opis
Klub został założony w 1989. Największym sukcesem zespołu był awans do GNF 1 w sezonie 2024/2025, kiedy to w niższej lidze zajęli drugie miejsce i awansowali bezpośrednio. Zespół występuje na Stade Yacoub-El-Mansour, który może pomieścić 2000 widzów. Trenerem od 2019 roku jest Mehdi El Jabri.